# Tatort: 1000 Tode
1000 Tode ist ein Fernsehfilm aus der Kriminalreihe Tatort. Der Film mit Eva Mattes als Kriminalhauptkommissarin Klara Blum wurde vom SWR produziert und in Deutschland am 3. November 2002 zum ersten Mal ausgestrahlt. In dieser 513. Folge der Tatort-Reihe hat Klara Blum ihren zweiten Fall zu lösen, bei dem es um das Verschwinden eines jungen Mädchens geht, das offensichtlich auf einen Internetbetrüger hereingefallen ist, der ihren Suizid vor laufender Kamera filmen will.

## Handlung
Die siebzehnjährige Manu offenbart ihrer Freundin Nicole in einer Video-Botschaft, dass sie „es getan hat – zusammen mit Leander“ und nun ist sie spurlos verschwunden. Auch ihren Eltern hat sie einen Abschiedsbrief hinterlassen mit der Ankündigung, die Welt wechseln zu wollen. Ihr Vater meint, sie hat sich im letzten Jahr sehr verändert und viel im Internet gechattet.
Am Bodensee wird Manus Fahrrad gefunden und Blum entdeckt ihre Freundin Nicole, die trauernd am Ufer sitzt und auf den See hinausblickt. Da Blum erst vor kurzem ihren Mann verloren hat, kann sie sich gut in Nicole hineinversetzen.
Als Blum sich bei Manus Freunden erkundigt, wen sie in letzter Zeit im Internet kennengelernt haben könnte, stößt sie auf eine Selbsttötungsseite. Seltsam ist allerdings, dass sich Manu eine wasserdichte Stirnlampe gekauft hat, um ins Wasser zu gehen. So ist zu vermuten, dass sie sich mitten im See mit jemandem treffen wollte. Obwohl Manu alle ihre Computerdaten gelöscht hat, findet Blum heraus, dass sie mit einem Leander sehr häufig gechattet hat. Dieser hat jedoch seine Internetspuren verwischt und die Polizei kann seine Identität nicht ermitteln.
Blum vermutet, dass Leander kein Suizidkandidat ist, sondern ein potentieller Mörder, der sein Opfer auf diesem Wege zu sich gelockt hat. Blum sucht den Anbieter des Todesforums auf und trifft dabei auf einen zynischen Mann, der keine Daten seiner Forumsnutzer gespeichert hat. Auch Manus Freundin Nicole ist ihr keine Hilfe. Diese sucht allerdings inzwischen nach Leander im Netz und bekommt Kontakt zu ihm. Dieser hat tatsächlich Manuela im See abgefangen und sie in ein Verlies gesperrt. Nur über eine Tonanlage lässt er sich hören und treibt Manus Verzweiflung weiter voran. Sein Ziel ist es, ihren Suizid vor laufender Kamera live ins Netz zu geben. Seinen Anhängern hat er das angekündigt und die warten bereits ungeduldig. Mit Psychoterror will er sie dazu treiben, dass sie sich erhängt, aber sie weigert sich.
Blum und ihr Kollege Îsi suchen am Bodenseeufer nach Spuren und werden fündig. So ist sich Blum sicher, dass Manu noch lebt. Sie startet eine Befragung der Anwohner und lässt Suizide recherchieren, bei denen keine Leiche gefunden wurde. Dabei stößt sie auf Sabrina Kasa. Das Ergebnis der Befragung der Mutter von Sabrina führt wiederum ins Internet. Îsi recherchiert im Netz und findet eine Internetplattform, bei der Gewaltvideos getauscht werden. Dort entdecken die Ermittler unter anderem ein Todesvideo von Sabrina Kasa, das wieder auf Leander hinweist. So möchte Blum einen Köder auslegen in der Hoffnung, dass der gesuchte Leander anbeißt. Dabei kommt sie Nicole auf die Spur, die ähnlich wie Manu im Internet ihren Suizid angekündigt hat. Blum redet ihr ins Gewissen und kann sie davon überzeugen, dass sie an ihrer Stelle das „Todesspiel“ weiterspielen wird. Blum verabredet sich mit Leander und begibt sich, mit Stirnlampe und Peilsender ausgerüstet, um Mitternacht an der Stelle in den Bodensee, von der aus auch Manu gestartet ist. Ihre Kollegen verfolgen die Aktion, um auf ihr Signal hin einzugreifen. Als Blum am Ende ihrer Kräfte ist, wird sie erwartungsgemäß von Leander in ein Boot gezogen und an Land gebracht. Doch als er den Neoprenanzug entdeckt, den sein potentielles Opfer unter der Kleidung trägt, weiß er, dass ihm eine Falle gestellt worden ist und flüchtet. Blum kann ihn in der Dunkelheit nicht verfolgen, vermutet aber Manus Versteck in einem alten Bergwerksstollen in der Nähe und findet sie tatsächlich. Doch als sie Manu befreien will, erscheint Leander und bedroht Blum mit einem Messer. Inzwischen trifft das SEK ein, das dem Peilsender gefolgt ist, und kann sowohl Manuela als auch Blum befreien.

## Hintergrund
Der Südwestrundfunk produzierte diesen Tatort-Krimi unter den Arbeitstiteln Todesnetz und Die Mitte des Sees.

## Rezeption

### Einschaltquoten
Die Erstausstrahlung des Tatort 1000 Tode am 3. November 2002 wurde in Deutschland insgesamt von 6,00 Millionen Zuschauern gesehen und ein Marktanteil von 18,40 Prozent erreicht.

### Kritiken
Rainer Tittelbach von tittelbach.tv fand: „Der Film vom diesjährigen Grimme-Preisträger Jobst Oetzmann besteht den Balanceakt zwischen Gewaltdarstellung und moralischer Verantwortung, zwischen Realismus und Spannung. […] Da fallen Blicke auf einen Selbstmord im Netz, doch filmisch überschreitet der dem Medium immanente Voyeurismus nicht die Grenze des guten Geschmacks.“
Kino.de kritisiert allerdings, dass es „Schön und Oetzmann (nicht) gelingt, […] für die Internet-Plauderei eine angemessene optische Umsetzung zu finden: Es wirkt einfach unglaubwürdig und aufgesetzt, wenn Menschen laut vor sich hin sagen, was sie gerade in ihren Computer eingeben. Und Eva Mattes muss als Klara Blum diesmal vor Verständnis geradezu triefen. Das mag zwar seine Berechtigung haben, schließlich ist erst kürzlich ihr Mann gestorben, doch auf die Dauer kann einem die gute Seele durchaus etwas auf die Nerven gehen, zumal ihre gutgemeinten Ratschläge zu oft auf dem Niveau von Kalenderweisheiten verharren (‚Schmerz kann auch stark machen‘). Eindrucksvoll sind hingegen die Novemberbilder vom Bodensee. Die Landschaftsaufnahmen von Kameramann Jürgen Carle fangen perfekt jene herbstliche Melancholie ein, die für die Region in dieser Jahreszeit so typisch ist und die in der Tat zu einer gewissen Lebensmüdigkeit führen kann.“
Die Kritiker der Fernsehzeitschrift TV Spielfilm kommen zu dem Schluss, dass die Episode „mit viel Gefühl und Spannung inszeniert“ ist.